# Markus Hünemörder
Markus Hünemörder (* 1. Februar 1971 in Madang, Papua-Neuguinea) ist ein deutscher Historiker.

## Leben
Markus Hünemörder erwarb 1996 den Abschluss Master of Arts in Geschichte an der University of New Orleans und promovierte 2003 zum Dr. phil. in Amerikanische Kulturgeschichte an der Ludwig-Maximilians-Universität München. Thema der Dissertation ist die Society of the Cincinnati. Er war zehn Jahre von 1997 bis 2007 Wissenschaftlicher Mitarbeiter am Amerika-Institut und ist seit 2007 Lehrbeauftragter an der LMU München zu den Themen Verfassungs- und Rechtsgeschichte der USA, Geschichte Nordamerikas im 17. und 18. Jahrhundert, Politikgeschichte und Amerikanische Kulturgeschichte.

## Schriften
- The "Deepest Piece of Cunning". Conspiracy theory and the Society of the Cincinnati, 1783–1790. München 2003 (Hochschulschrift; Universität, Dissertation)
- mit Britta Waldschmidt-Nelson, Meike Zwingenberger: Europe and America. Cultures in Translation. Universitätsverlag Winter 2006, ISBN 978-3-8253-5258-5
- The Society of the Cincinnati. Conspiracy and Distrust in Early America. Berghahn Books, New York 2006
- Amerika und der Alkohol. Lulu, München 2008